# جایزه بزرگ اسپانیا ۲۰۲۴
جایزه بزرگ اسپانیا ۲۰۲۴ (که به‌طور رسمی با نام Formula 1 Aramco Gran Premio de España 2024 شناخته می‌شود)، یک مسابقه موتوری فرمول یک است که در ۲۳ ژوئن ۲۰۲۴ در پیست بارسلون-کاتالونیا برگزار خواهد شد. این مسابقه دهمین راند از مسابقات فرمول یک فصل ۲۰۲۴ است.

## زمینه
این رویداد برای سی و چهارمین بار در تاریخ پیست بارسلون-کاتالونیا برگزار خواهد شد. تاریخ آن هم در آخر هفته بین ۲۱ و ۲۳ ژوئن برنامه‌ریزی شده است. این جایزه بزرگ که دهمین راند از مسابقات فرمول یک فصل ۲۰۲۴ است، پنجاه و چهارمین اجرای جایزه بزرگ اسپانیا است. این جایزه بزرگ قبلاْ در پیست‌های مختلفی اجرا می‌شد.

### جایگاه قهرمانی قبل از مسابقه
قل از آخر هفته، ماکس فرستاپن از ردبول با ۱۹۴ امتیاز در جایگاه اول قرار داشت. شارل لکلرک و لاندو نوریس هرکدام به‌ترتیب با ۱۳۸ و ۱۳۱ امتیاز در جایگاه دوم و سوم قرار داشتند. در رده‎بندی تیم‌ها، ردبول با ۳۰۱ امتیاز در جایگاه اول قرار داشت. فراری با ۲۵۲ و مک‌لارن با ۲۱۲ امتیاز در جایگاه دوم و سوم را گرفتند.

### ورودی‌ها
تیم‌ها از پیش تغییری به رانندگان ورودی مسابقه اعمال نکردند. اولیور برمن در تمرین آزاد اول جای کوین مگنوسن را در تیم هاس گرفت.

### جریمه‌ها
سرجیو پرز به‌دلیل شروع به رانندگی پس از تصادف با دیوار در جایزه بزرگ کانادا با مشکلات فنی برای این مسابقه یک جریمه ۳ رده‌ای کسب کرد.

### انتخاب لاستیک
پیرلی، شرکت سازندهٔ لاستیک‌های فرمول یک، لاستیک‌های سی۱، سی۲ و سی۳ (سخت‌ترین انتخاب لاستیک‌ها) را برای این جایزه بزرگ انتخاب کرده است.

## تمرین‌ها
۳ تمرین آزاد برای این جایزه بزرگ انجام شد. تمرین اول در ۲۱ ژوئن ۲۰۲۴، ساعت ۱۳:۳۰ به‌وقت محلی (یوتی‌سی ۲+) با لاندو نوریس از مک‌لارن در جایگاه اول و ماکس فرستاپن از ردبول و کارلوس ساینز به ترتیب در جایگاه دوم و سوم تمام شد. تمرین دوم در همان روز ساعت ۱۷:۰۰ به‌وقت محلی با لوییس همیلتون از مرسدس در جایگاه اول و ساینز و نوریس به ترتیب در جایگاه دوم و سوم به پایان رسید. تمرین سوم فردای آن روز (۲۲ ژوئن ۲۰۲۴) ساعت ۱۲:۳۰ به‌وقت محلی، با ساینز در جایگاه اول و نوریس و هم‌تیمی ساینز، شارل لکلرک به پایان رسید.

## تعیین‌خط
تمرین اول در روز ۲۲ ژوئن ۲۰۲۴، ساعت ۱۶:۰۰ به‌وقت محلی (یوتی‌سی ۲+) برگزار شد.

### قرارگیری در تعیین خط
| ر.                  | ش. | راننده              | تیم                | زمان‌های تعیین خط | زمان‌های تعیین خط | زمان‌های تعیین خط | رده نهایی |
| ر.                  | ش. | راننده              | تیم                | م۱               | م۲               | م۳               | رده نهایی |
| ------------------- | -- | ------------------- | ------------------ | ---------------- | ---------------- | ---------------- | --------- |
| ۱                   | ۴  | لاندو نوریس         | مک‌لارن-مرسدس       | ۱:۱۲٫۳۸۶         | ۱:۱۱٫۸۷۲         | ۱:۱۱٫۴۰۳         | ۱         |
| ۲                   | ۱  | ماکس فرستاپن        | ردبول ریسینگ-هوندا | ۱:۱۲٫۳۰۶         | ۱:۱۱٫۶۵۳         | ۱:۱۱٫۴۰۳         | ۲         |
| ۳                   | ۴۴ | لوییس همیلتون       | مرسدس              | ۱:۱۲٫۱۴۳         | ۱:۱۱٫۷۹۲         | ۱:۱۱٫۷۰۱         | ۳         |
| ۴                   | ۶۳ | جورج راسل           | مرسدس              | ۱:۱۲٫۴۵۶         | ۱:۱۱٫۸۱۲         | ۱:۱۱٫۷۰۳         | ۴         |
| ۵                   | ۱۶ | شارل لکلرک          | فراری              | ۱:۱۲٫۲۵۷         | ۱:۱۲٫۰۳۸         | ۱:۱۱٫۷۳۱         | ۵         |
| ۶                   | ۵۵ | کارلوس ساینز جونیور | فراری              | ۱:۱۲٫۴۰۳         | ۱:۱۱٫۸۷۴         | ۱:۱۱٫۷۳۶         | ۶         |
| ۷                   | ۱۰ | پیر گاسلی           | آلپین-رنو          | ۱:۱۲٫۶۵۱         | ۱:۱۲٫۰۷۹         | ۱:۱۱٫۸۵۷         | ۷         |
| ۸                   | ۱۱ | سرجیو پرز           | ردبول ریسینگ-هوندا | ۱:۱۲٫۴۷۷         | ۱:۱۲٫۰۵۴         | ۱:۱۲٫۰۶۱         | ۱۱        |
| ۹                   | ۳۱ | استابان اوکون       | آلپین-رنو          | ۱:۱۲٫۶۹۱         | ۱:۱۲٫۱۰۹         | ۱:۱۲٫۱۲۵         | ۹         |
| ۱۰                  | ۸۱ | اسکار پیاستری       | مک‌لارن-مرسدس       | ۱:۱۲٫۴۶۰         | ۱:۱۲٫۰۱۱         | بدون زمان        | ۱۰        |
| ۱۱                  | ۱۴ | فرناندو آلونسو      | استون مارتین-مرسدس | ۱:۱۲٫۵۰۵         | ۱:۱۲٫۱۲۸         | —                | ۱۱        |
| ۱۲                  | ۷۷ | والتری بوتاس        | کیک سائوبر-فراری   | ۱:۱۲٫۷۵۸         | ۱:۱۲٫۲۲۷         | —                | ۱۲        |
| ۱۳                  | ۲۷ | نیکو هولکنبرگ       | هاس-فراری          | ۱:۱۲٫۷۰۸         | ۱:۱۲٫۳۱۰         | —                | ۱۳        |
| ۱۴                  | ۱۸ | لانس استرول         | استون مارتین-مرسدس | ۱:۱۲٫۸۸۱         | ۱:۱۲٫۳۷۲         | —                | ۱۴        |
| ۱۵                  | ۲۴ | گوانیو ژو           | کیک سائوبر-فراری   | ۱:۱۲٫۸۸۰         | ۱:۱۲٫۷۳۸         | —                | ۱۵        |
| ۱۶                  | ۲۰ | کوین مگنوسن         | هاس-فراری          | ۱:۱۲٫۹۳۷         | —                | —                | ۱۶        |
| ۱۷                  | ۲۲ | یوکی سونودا         | آربی-هوندا         | ۱:۱۲٫۹۸۵         | —                | —                | ۱۷        |
| ۱۸                  | ۳  | دنیل ریکاردو        | آربی-هوندا         | ۱:۱۳٫۰۷۵         | —                | —                | ۱۸        |
| ۱۹                  | ۲۳ | الکساندر آلبون      | ویلیامز-مرسدس      | ۱:۱۳٫۱۵۳         | —                | —                | ۱۹        |
| ۲۰                  | ۲  | لوگان سارجنت        | ویلیامز-مرسدس      | ۱:۱۳٫۵۰۹         | —                | —                | ۲۰        |
| زمان ۱۰۷٪: ۱:۱۷٬۴۲۵ |    |                     |                    |                  |                  |                  |           |
| منابع:              |    |                     |                    |                  |                  |                  |           |

### نکات
ناظران به لوگان سارجنت به او اتهام جلوگیری لانس استرول از زدن دور سریعش زدند و او را برای پاسخ‌گویی احضار کردند. در مرحله سوم تعیین‌خط، اسکار پیاستری از مک‌لارن نتوانست زمانی را ثبت کند، زیرا تنها زمان او به‌دلیل رد شدن از مرزهای پیست حذف شد.

## مسابقه
مسابقه در روز ۲۳ ژوئن ۲۰۲۴، ساعت ۱۵:۰۰ به‌وقت محلی (یوتی‌سی ۲+) برگزار خواهد شد. این مسابقه برای ۶۶ دور برنامه‌ریزی شده است.
| ر.                                                           | ش. | راننده              | تیم                | تعداد دور | زمان        | شروع  | امتیاز |
| ------------------------------------------------------------ | -- | ------------------- | ------------------ | --------- | ----------- | ----- | ------ |
| ۱                                                            | ۱  | ماکس فرستاپن        | ردبول ریسینگ-هوندا | ۶۶        | ۱:۲۸:۲۰٫۲۲۷ | ۲     | ۲۵     |
| ۲                                                            | ۴  | لاندو نوریس         | مک‌لارن-مرسدس       | ۶۶        | +۲٫۲۱۹      | ۱     | ۱۹۱    |
| ۳                                                            | ۴۴ | لوییس همیلتون       | مرسدس              | ۶۶        | +۱۷٫۷۹۰     | ۳     | ۱۵     |
| ۴                                                            | ۶۳ | جورج راسل           | مرسدس              | ۶۶        | +۲۲٫۳۲۰     | ۴     | ۱۲     |
| ۵                                                            | ۱۶ | شارل لکلرک          | فراری              | ۶۶        | +۲۲٫۷۰۹     | ۵     | ۱۰     |
| ۶                                                            | ۵۵ | کارلوس ساینز جونیور | فراری              | ۶۶        | +۳۱٫۰۲۸     | ۶     | ۸      |
| ۷                                                            | ۸۱ | اسکار پیاستری       | مک‌لارن-مرسدس       | ۶۶        | +۳۳٫۷۶۰     | ۹     | ۶      |
| ۸                                                            | ۱۱ | سرجیو پرز           | ردبول ریسینگ-هوندا | ۶۶        | +۵۹٫۵۲۴     | ۱۱    | ۴      |
| ۹                                                            | ۱۰ | پیر گاسلی           | آلپین-رنو          | ۶۶        | +۱:۰۲٫۰۲۵   | ۷     | ۲      |
| ۱۰                                                           | ۳۱ | استابان اوکون       | آلپین-رنو          | ۶۶        | +۱:۱۱٫۸۸۹   | ۸     | ۱      |
| ۱۱                                                           | ۲۷ | نیکو هولکنبرگ       | هاس-فراری          | ۶۶        | +۱:۱۹٫۲۱۵۳  | ۱۳    |        |
| ۱۲                                                           | ۱۴ | فرناندو آلونسو      | استون مارتین-مرسدس | ۶۵        | +۱ دور      | ۱۰    |        |
| ۱۳                                                           | ۲۴ | گوانیو ژو           | کیک سائوبر-فراری   | ۶۵        | +۱ دور      | ۱۵    |        |
| ۱۴                                                           | ۱۸ | لانس استرول         | استون مارتین-مرسدس | ۶۵        | +۱ دور      | ۱۴    |        |
| ۱۵                                                           | ۳  | دنیل ریکاردو        | آربی-هوندا         | ۶۵        | +۱ دور      | ۱۸    |        |
| ۱۶                                                           | ۷۷ | والتری بوتاس        | کیک سائوبر-فراری   | ۶۵        | +۱ دور      | ۱۲    |        |
| ۱۷                                                           | ۲۰ | کوین مگنوسن         | هاس-فراری          | ۶۵        | +۱ دور      | ۱۶    |        |
| ۱۸                                                           | ۲۳ | الکساندر آلبون      | ویلیامز-مرسدس      | ۶۵        | +۱ دور      | پ. ل۲ |        |
| ۱۹                                                           | ۲۲ | یوکی سونودا         | آربی-هوندا         | ۶۵        | +۱ دور      | ۱۷    |        |
| ۲۰                                                           | ۲  | لوگان سارجنت        | ویلیامز-مرسدس      | ۶۴        | +۲ دور      | ۱۹    |        |
| سریع‌ترین دور: لاندو نوریس (مک‌لارن-مرسدس) - ۱:۱۷٬۱۱۵ (دور ۵۱) |    |                     |                    |           |             |       |        |
| Source:                                                      |    |                     |                    |           |             |       |        |

### نکات
- ^  – شامل یک امتیاز برای سریع‌ترین دور.
- ^  – الکساندر آلبون در تعیین‌خط نوزدهم شد، ولی به‌دلیل تغییر خودرویش در حالت پارک فرمه، مسابقه را از پیت‌لاین شروع کرد.[۱۷]
- ^  – نیکو هولکنبرگ و یوکی سونودا هر دو به‌دلیل سریع‌تر رفتم از حداکثر سرعت در پیت‌لاین جریمه ۵ ثانیه‌ای دریافت کردند که بر رده نهایی‌شان تأثیری نداشت.[۱۸]

### جایگاه قهرمانی بعد از مسابقه
| ر     | نام          | امتیاز | امتیاز |
| ----- | ------------ | ------ | ------ |
| ۱     | ماکس فرستاپن | ۲۱۹    |        |
| ۲     | لاندو نوریس  | ۱۳۱    | ۱      |
| ۳     | شارل لکلرک   | ۱۳۸    | ۱      |
| منبع: |              |        |        |

| ر     | نام    | امتیاز | امتیاز |
| ----- | ------ | ------ | ------ |
| ۱     | ردبول  | ۳۳۰    |        |
| ۲     | فراری  | ۲۷۰    |        |
| ۳     | مک‌لارن | ۲۳۷    |        |
| منبع: |        |        |        |

نکته: فقط ۳ رده برتر نشان داده شده‌اند.

## مقالات مرتبط
| مسابقهٔ قبلی: جایزه بزرگ کانادا ۲۰۲۴  | مسابقات قهرمانی جهان فرمول یک فصل ۲۰۲۴ | مسابقهٔ بعدی: جایزه بزرگ اتریش ۲۰۲۴   |
| مسابقهٔ قبلی: جایزه بزرگ اسپانیا ۲۰۲۳ | جایزه بزرگ اسپانیا                     | مسابقهٔ بعدی: جایزه بزرگ اسپانیا ۲۰۲۵ |